# Noordwestelijk Federaal District
Het Noordwestelijk Federaal District (Russisch: Северо-западный федеральный округ; Severo-zapadny federalny okroeg) is een van de acht federale districten van Rusland. Het bestuurlijk centrum is Sint-Petersburg.

## Geografie
Het district beslaat bijna 10% van de oppervlakte van Rusland en grenst aan het Centraal Federaal District, het federaal district Oeral en het federaal district Wolga. Het district heeft verder landgrenzen met Estland, Finland, Letland, Noorwegen en Wit-Rusland. De oblast Kaliningrad vormt een exclave, ingeklemd tussen Litouwen en Polen.
Het district is gelegen aan de Noordelijke IJszee, Barentszzee, Karazee en de Witte Zee.
Onder het gebied vallen ook Frans Jozefland, Nova Zembla en Kolgoejev.

## Bestuurlijke indeling
| Nr. | Vlag | Gebied          | Type               | Bestuurlijk centrum | Oppervlakte (km²) | Inwoners (c. 2002) |  |
| 1 |      | Archangelsk     | oblast             | Archangelsk         | 419.811,4         | 1.294.993          |  |
| 2 |      | Vologda         | oblast             | Vologda             | 143.527,2         | 1.269.568          |  |
| 3 |      | Kaliningrad1    | oblast             | Kaliningrad2        | 13.612,3          | 955.281            |  |
| 4 |      | Karelië         | autonome republiek | Petrozavodsk        | 156.665,2         | 716.281            |  |
| 5 |      | Komi            | autonome republiek | Syktyvkar           | 416.774,0         | 1.018.674          |  |
| 6 |      | Leningrad       | oblast             | Sint-Petersburg     | 74.353,4          | 1.669.2053         |  |
| 7 |      | Moermansk       | oblast             | Moermansk           | 143.193,0         | 892.534            |  |
| 8 |      | Nenetsië4       | autonoom district  | Narjan-Mar          | 176.700           | 41.546             |  |
| 9 |      | Novgorod        | oblast             | Novgorod            | 53.894,8          | 694.355            |  |
| 10 |      | Pskov           | oblast             | Pskov               | 55.399,7          | 760.810            |  |
| 11 |      | Sint-Petersburg | federale stad      |                     | 1.146,2           | 4.661.219          |  |
| 1 Oblast Kaliningrad is volledig gescheiden van rest van Rusland 2 De naam van de stad Kaliningrad was tot 1946 Königsberg 3 Het totale aantal inwoners van de oblast Leningrad is exclusief de bevolking van Sint-Petersburg 4 Het autonome district Nenetsië bevindt zich binnen het gebied van de oblast Archangelsk (oppervlakte van oblast Archangelsk is inclusief dit district) |      |                 |                    |                     |                   |                    |  |

## Grote steden en etniciteiten
Hieronder staat een lijst met de grootste steden en een lijst met de grootste etniciteiten zoals geregistreerd bij de volkstelling van 2002.
| Grootste steden | Grootste steden |
| Naam            | Inwoners        |
| --------------- | --------------- |
| Sint-Petersburg | 4.661.219       |
| Kaliningrad     | 430.003         |
| Archangelsk     | 356.051         |
| Moermansk       | 336.137         |
| Tsjerepovets    | 311.869         |
| Vologda         | 293.046         |
| Petrozavodsk    | 266.160         |
| Syktyvkar       | 230.011         |
| Veliki Novgorod | 216.856         |
| Pskov           | 202.780         |
| Severodvinsk    | 201.551         |
| Velikije Loeki  | 104.979         |
| Oechta          | 103.340         |
| Gatsjina        | 88.420          |
| Vorkoeta        | 84.917          |
| Vyborg          | 79.224          |

| Etniciteiten   | Etniciteiten | Etniciteiten |
| Naam           | Aantal       | %            |
| -------------- | ------------ | ------------ |
| Russen         | 12.002.788   | 85,89        |
| Geen opgegeven | 453.193      | 3,24         |
| Oekraïners     | 377.456      | 2,7          |
| Komi           | 267.607      | 1,91         |
| Wit-Russen     | 235.038      | 1,69         |
| Wolga-Tataren  | 84.685       | 0,61         |
| Kareliërs      | 73.611       | 0,53         |
| Armenen        | 46.271       | 0,33         |
| Azerbeidzjanen | 44.452       | 0,32         |
| Joden          | 43.836       | 0,31         |
| Duitsers       | 30.030       | 0,21         |
| Finnen         | 27.947       | 0,2          |
| Tsjoevasjen    | 26.608       | 0,19         |
| Litouwers      | 21.027       | 0,15         |
| Roma           | 18.790       | 0,13         |
| Polen          | 17.684       | 0,13         |

Centraal · Noordelijke Kaukasus  · Noordwest · Oeral · Siberië · Verre Oosten · Wolga · Zuid